# Sorbo Serpico
Sorbo Serpico là một đô thị (comune) thuộc tỉnh Avenllino trong vùng Campania của Ý. Sorbo Serpico có diện tích 8,01 km2, dân số là 566 người (thời điểm ngày 1 tháng 5 năm 2009).